# Municipio de Xochiltepec
El municipio de Xochiltepec es uno de los 217 municipios que conforman al estado mexicano de Puebla. Fue establecido en 1895 y su cabecera es la localidad de Xochiltepec.

## Toponimia
El nombre de Xochiltepec provine del náhuatl xochitl que significa “flor”,  tepetl que significa “cerro” y co que significa “en el”. Todo teniendo un significado: “En el cerro florido o cerro de las flores”.

## Geografía
El municipio abarca 46.61 km² y se encuentra a una altitud promedio de 1340 m s. n. m., oscilando entre 1320 m s. n. m. en el punto más bajo y 1700 m s. n. m. en la zona más alta.
Colinda al norte el municipio de San Diego La Mesa Tochimiltzingo y el municipio de Teopantlán; al este con el municipio de Ahuacatlán y Teopantlán; al sur con el Municipio de Epatlán y Ahuacatlán; y al oeste con San Martín Totoltepec, y el municipio de Tepeojuma, San Diego La Mesa Tochimiltzingo y Epatlán.
Xochiltepec se encuentra dentro de la subcuenca del río Nexcapa, en la cuenca del río Atoyac, parte de la región hidrológica del Balsas.

### Clima
El clima del municipio es cálido subhúmedo con lluvias en verano en el 65% del territorio y semicálido subhúmedo con lluvias en verano en el 35% restante. El rango de temperatura promedio es de 20 a 22 grados celcius, el mínimo promedio es de 10 a 12 grados y el máximo de 32 a 34 grados. El rango de precipitación media anual es de 800 a 1000 mm y los meses de lluvias son de octubre a abril.

## Demografía
De acuerdo al último censo, realizado por el INEGI en 2010, en el municipio habitan 3187 personas, lo que le da una densidad de población aproximada de 68 habitantes por kilómetro cuadrado.

### Localidades
En el municipio existen cuatro localidades, de las cuales la más poblada es Ayotla y la cabecera es Xochiltepec.
| Código INEGI | Localidad   | Población (2010) | Altitud (m s. n. m.) | Categoría  |
| ------------ | ----------- | ---------------- | -------------------- | ---------- |
| 212010001    | Xochiltepec | 1385             | 1360                 | Pueblo     |
| 212010002    | Ayotla      | 1434             | 1380                 | Indefinida |
| 212010003    | Altavista   | 352              | 1353                 | Indefinida |
| 212010004    | Moyotzingo  | 16               | 1337                 | Indefinida |

## Política
El ayuntamiento de Xochiltepec está compuesto por seis regidores, un síndico y un presidente municipal, puesto que desempeña Onesimo Victorino Aquino Castelan para el periodo 2014-2018.